# Purpurryggig blåsmyg
Purpurryggig blåsmyg (Malurus assimilis) är en fågel i familjen blåsmygar inom ordningen tättingar.

## Utseende
Purpurryggig blåsmyg är en liten fågel med en mycket lång blå stjärt som hålls rest. Hane i häckningsdräkt har en lysande ljusblå "hjälm", svart bröst, lilafärgad rygg och kastanjebruna skuldror. Små ljusa spetsar syns ibland på stjärten. I större delen av utbredningsområdet är honan gråaktig med ljus panna och lång, blå stjärt. I sandstensområdena i Kimberley och Arnhemland har den dock kontrasterande blå hjässa och rygg.

## Utbredning och systematik
Purpurryggig blåsmyg förekommer i Australien och delas in i fyra underarter med följande utbredning:
- M. a. dulcis – nordcentrala Australien
- M. a. rogersi – nordvästra Australien
- M. a. assimilis – västcentrala och centrala Australien
- M. a. bernieri – Bernier Island utanför västra Australien

Tidigare behandlades den som en del av brokblåsmyg (Malurus lamberti) men urskiljs numera oftast som egen art.

## Status
Arten har ett stort utbredningsområde och beståndet anses vara stabilt. Internationella naturvårdsunionen IUCN listar den därför som livskraftig (LC).